# Федеральные фонды
Федеральные фонды (англ. federal funds (Fed funds)) — всегда имеющиеся в наличии резервные остатки в федеральных резервных банках.
Федеральные фонды широко используются коммерческими банками и крупными корпорациями для предоставления кредитов друг другу, главным образом, овернайт (на ночь, однодневные ссуды).
«Ставка по федеральным фондам (англ. federal funds rate) — ставка, по которой входящие в ФРС банки предоставляют друг другу однодневные ссуды».
Хотя Федеральная резервная система США и устанавливает «federal funds rate», цены однодневных ссуд колеблются, поскольку определяются рынком.